# Адам (Румунія)
Адам (рум. Adam) — село у повіті Галац в Румунії. Входить до складу комуни Дрегушень.
Село розташоване на відстані 218 км на північний схід від Бухареста, 70 км на північ від Галаца, 125 км на південь від Ясс.

## Населення
За даними перепису населення 2002 року у селі проживали 859 осіб, усі — румуни. Усі жителі села рідною мовою назвали румунську.